# Janza-patak
A Janza-patak a Gerecsében ered, Komárom-Esztergom vármegyében, mintegy 200 méteres tengerszint feletti magasságban. A patak forrásától kezdve előbb északi, majd délnyugati irányban halad, majd Sárisápnál eléri az Únyi-patakot.

## Part menti települések
- Csolnok
- Dág
- Sárisáp